# Antymora
Antymora, mora pacyficzna (Antimora rostrata) – gatunek ryby z rodziny morowatych (Moridae), występującej na szelfie kontynentalnym wszystkich oceanów z wyjątkiem północnej części Pacyfiku. Ryba żyje na głębokościach pomiędzy 350 i 3000 m. Mierzy od 40 do 75 cm długości.
Antymora jest dużym, głębokowodnym gatunkiem z w pełni spiczastym pyskiem, posiadającym kościste grzbiety poszerzające go w okolicy obszaru pod oczami. Promień płetwy grzbietowej jest niezwykle wydłużony, ponadto płetwa grzbietowa i odbytowa są podzielone na dwie części.
Szeroki pysk zawiera zespoły niewielkich, wąskich zębów używanych na wolności do chwytania skorupiaków i kałamarnic, które składają się na dietę mory pacyficznej. Tak jak wszystkie inne morowate, gatunek ten ma pęcherz pławny z dwóch wyrzucanych do przodu worków, które są przywiązane do tyłu czaszki. Samce mają mięśnie rozciągnięte wzdłuż boku wypełnionego powietrzem pęcherza pławnego, który może być wprawiony w drganie i wydawać głośne bębniące dźwięki, prawdopodobnie w celu zalecania się do samic.
Kolor ciała jest bardzo zmienny, obejmuje barwy od blado-niebiesko-popielatej przez oliwkowo-zieloną, do głębokiego fioletu, albo głębokiej czerni.